# Бретт Ейткен
Бретт Ейткен (англ. Brett Aitken, 25 січня 1971) — австралійський велогонщик.
Олімпійський чемпіон 2000 року медісоні, срібний призер 1992 року в командній гонці переслідування, бронзовий призер 1996 року в командній гонці переслідування.
Переможець Ігор Співдружності 1994 (командна гонка переслідування), 1994 (гонка за очками) років, срібний призер 1990 року в командній гонці переслідування.
Чемпіон світу з велоперегонів на треку 1993 року в командній гонці переслідування, бронзовий призер 1991 року в командній гонці переслідування.